# Asesinato del barril
El asesinato del barril (en inglés: Barrel murder) fue un método para desechar los cuerpos de las personas asesinadas por los primeros mafiosos estadounidenses y habría sido utilizado incluso desde los años 1870, aunque el registro más temprano de utilización de «asesinatos del barril» en Nueva York fueron reportados entre 1895 y 1900.
Las víctimas, usualmente inmigrantes italianos, eran encontradas metidas dentro de un barril después de haber sido asesinadas mediante disparos, cuchilladas o estranguladas, y eran dejados en una esquina cualquiera de la ciudad o algún callejón o, también, enviadas a direcciones inexistentes en otra ciudad. Fue primero usado por la siciliana familia criminal Provenzano en Nueva Orleans y por la familia criminal Morello en Nueva York, los asesinatos del barril finalmente alertaron a las autoridades de la existencia de la Mafia, llevando a posteriores investigaciones por el jefe de policía de Nueva Orleans David C. Hennessy, cuyo propio asesinato fue atribuido a mafiosos sicilianos en 1890, dando lugar a uno de los más grandes linchamientos en masa en la historia de los Estados Unidos. 
Las primeras investigaciones del detective neoyorquino Joseph Petrosino sobre los asesinatos del barril en Nueva York lo llevarían a una campaña contra la Mano Negra y los Morello hasta su asesinato en 1909. Los Morello, sospechosos de más de cien asesinatos, continuaron utilizando este tipo de asesinato durante más de treinta años, hasta que finalmente dejaron de utilizar este (ahora muy publicitado) tipo de asesinato, ya que atraía demasiada atención no deseada de las autoridades locales. Otros criminales no italianos utilizaron el mismo método para llamar la atención de la policía hacia los Morello u otros mafiosos ítalo estadounidenses.

## Uso reciente
El método fue utilizado en la muerte de Johnny Roselli, cuando fue encontrado en un bidón metálico de petróleo de 55 galones lanzado en la costa de Florida en 1976. Se cree que Roselli fue asesinado en venganza por sus desvíos de ganancias de los casinos de Las Vegas, pero dado el involucramiento de Roselli con la CIA y sus planes contra Fidel Castro, otras fuentes han sugerido que su muerte no se dio a manos de otros gánsteres, sino que sus asesinos utilizaron este método para desviar las sospechas hacia la mafia.